# ティーニュ
ティーニュ（仏: Tignes、フランス語発音: [tiɲ]、ティニュとも表記）は、フランス東部のアルプスの麓、サヴォワ県にある町（コミューン）。
ティーニュはタランテーズ渓谷に位置し、標高は1440mから3747m。1992年の第5回冬季パラリンピックの開催地で、アルベールビルと共同開催された。

## 概要
サヴォワ県に位置し、リヨン、シャンベリやスイスのジュネーヴとの交通の便が良い。
ティーニュのスキー場は、ヨーロッパで最も標高が高く、最もスキーシーズンが長い。雪が確実に降るスキー場として知られていて、隣接するヴァル＝ディゼールとともに、300kmを超えるスキー場を形成している。